# Vitnackad tyrann
Vitnackad tyrann (Conopias albovittatus) är en fågel i familjen tyranner inom ordningen tättingar.

## Utseende och läte
Vitnackad tyrann är en i en lång rad medelstora tyranner med upprätt hållning, gul undersida och pregnant svartvitt huvudmönster. Vitnackad tyrann har synligt lång och tunn näbb, längre än rödkronad tyrann men tunnare än hos större kiskadi. Det vita ögonbrynsstrecket sträcker sig ända bak i nacken. Kinden är också mycket svart, ej grå, och vingarna är bruna, ej rostbruna.

## Utbredning och systematik
Vitnackad tyrann delas in i två underarter med följande utbredning:
- Conopias albovittatus albovittatus – förekommer i låglänta områden från östra Honduras till västra Colombia och nordvästra Ecuador
- Conopias albovittatus distinctus – förekommer i sluttningen mot Karibien i Costa Rica

## Levnadssätt
Vitnackad tyrann hittas i skogsbryn. Där ses den sitta relativt högt upp, ofta högre än andra liknande arter.

## Status och hot
Arten har ett stort utbredningsområde, men tros minska i antal, dock inte tillräckligt kraftigt för att den ska betraktas som hotad. Internationella naturvårdsunionen IUCN listar arten som livskraftig (LC). Beståndet uppskattas till i storleksordningen 50 000 till en halv miljon vuxna individer.